# Jean-Yves Liévaux
Jean-Yves Liévaux est un chanteur et auteur-compositeur français.

## Biographie
Entre 1979 et 1981, il est membre du groupe de rock progressif Liévaux-Transfo. En 1996, il fonde le groupe de poésie électronique Dakota avec Patrick Chompré. Après une parenthèse nomad’rock autour de l’an 2000, il forme en 2002 le duo Alcaz avec Vyvian Cayol, ainsi que la compagnie des P'tits Cazous.

## Discographie

### Sous son nom
- 1973 : Neige, neige tombe / L'enfance (single)
- 1973 : Cheval de Troie / Que diraient les voisins ? (What would the children think)
- 1974 : Tu as tapé du pied / La vieille de Saint-Denis
- 1976 : Comme avant (album)
- 1976 : Il pleut tellement / Vaut mieux rêver
- 1982 : C'est pas difficile / Pas d'blues
- 1982 : Transformances (album)
- 1984 :  Voyages sans lumière (album)
- 1985 : Vivre à ciel ouvert (Picasso) / J'aime bien passer chez toi
- 1995 : Et na, na, na (album)
- 1999 : 7step (album autoproduit)

### Albums avec Liévaux-Transfo
- 1979 : Passage public
- 1981 : Porte 50

### Albums avec Alcaz
- 2003 : La vie va
- 2006 : Live in Saarbrück
- 2009 : On se dit tout
- 2011 : Vent fripon
- 2013 : Là sous la lune
- 2018 : Portés par les vents